# Vitali Lystsov
Vitali Aleksandrovich Lystsov (en ruso: Виталий Александрович Лысцов; Vorónezh, 11 de julio de 1995) es un futbolista ruso que juega de defensa en el F. C. Shinnik Yaroslavl de la Liga Nacional de Fútbol de Rusia.

## Trayectoria
Formado en las inferiores del Lokomotiv de Moscú, debutó en la Liga Premier de Rusia con el primer equipo del club el 24 de noviembre de 2012 contra el FC Krasnodar. Dos años después fichó por el U. D. Leiria de Portugal.
El 2 de febrero de 2015 fichó a préstamo por el S. L. Benfica por el resto de la temporada; fue enviado al equipo B del club, donde fichó al año siguiente. El 6 de junio de 2016 fue enviado a préstamo al C. D. Tondela de la Primeira Liga.
Regresó a la liga rusa el 2 de septiembre de 2019 y fichó por tres años con el Krylia Sovetov Samara.
El 3 de agosto de 2020 fichó por su primer club, el Lokomotiv, por cuatro años. En julio de 2022 se le rescindió el contrato tras haber pasado la temporada anterior en el Ajmat Grozni.

## Estadísticas
Actualizado al último partido disputado el 17 de mayo de 2025.
| Club                            | Div.          | Temporada     | Liga  | Liga  | Copas nacionales | Copas nacionales | Copas internacionales | Copas internacionales | Total | Total |
| Club                            | Div.          | Temporada     | Part. | Goles | Part.            | Goles            | Part.                 | Goles                 | Part. | Goles |
| ------------------------------- | ------------- | ------------- | ----- | ----- | ---------------- | ---------------- | --------------------- | --------------------- | ----- | ----- |
| F. C. Lokomotiv Moscú · Rusia   | 1.ª           | 2012-13       | 1     | 0     | 0                | 0                | ―                     | ―                     | 1     | 0     |
| F. C. Lokomotiv Moscú · Rusia   | 1.ª           | 2013-14       | 0     | 0     | 0                | 0                | ―                     | ―                     | 0     | 0     |
| União de Leiria Portugal        | 3.ª           | 2014-15       | 7     | 0     | ―                | ―                | ―                     | ―                     | 7     | 0     |
| S. L. Benfica "B" Portugal      | 2.ª           | 2014-15       | 14    | 0     | ―                | ―                | ―                     | ―                     | 14    | 0     |
| S. L. Benfica "B" Portugal      | 2.ª           | 2015-16       | 27    | 1     | ―                | ―                | ―                     | ―                     | 27    | 1     |
| C. D. Tondela Portugal          | 1.ª           | 2016-17       | 6     | 1     | 1                | 0                | ―                     | ―                     | 7     | 1     |
| C. D. Tondela Portugal          | Total club    | Total club    | 6     | 1     | 1                | 0                | 0                     | 0                     | 7     | 1     |
| S. L. Benfica "B" Portugal      | 2.ª           | 2017-18       | 21    | 3     | ―                | ―                | ―                     | ―                     | 21    | 3     |
| S. L. Benfica "B" Portugal      | Total club    | Total club    | 62    | 4     | 0                | 0                | 0                     | 0                     | 62    | 4     |
| P. F. C. Krylia Sovetov · Rusia | 1.ª           | 2019-20       | 8     | 1     | 1                | 0                | ―                     | ―                     | 9     | 1     |
| P. F. C. Krylia Sovetov · Rusia | Total club    | Total club    | 8     | 1     | 1                | 0                | 0                     | 0                     | 9     | 1     |
| F. C. Lokomotiv Moscú · Rusia   | 1.ª           | 2020-21       | 5     | 0     | 0                | 0                | 1                     | 0                     | 6     | 0     |
| F. C. Lokomotiv Moscú · Rusia   | Total club    | Total club    | 6     | 0     | 0                | 0                | 1                     | 0                     | 7     | 0     |
| Ajmat Grozni · Rusia            | 1.ª           | 2021-22       | 13    | 1     | 2                | 0                | ―                     | ―                     | 15    | 1     |
| Ajmat Grozni · Rusia            | Total club    | Total club    | 13    | 1     | 2                | 0                | 0                     | 0                     | 15    | 1     |
| F. K. Jimki · Rusia             | 1.ª           | 2022-23       | 8     | 0     | ―                | ―                | ―                     | ―                     | 8     | 0     |
| F. K. Jimki · Rusia             | Total club    | Total club    | 8     | 0     | 0                | 0                | 0                     | 0                     | 8     | 0     |
| União de Leiria Portugal        | 2.ª           | 2023-24       | 15    | 0     | 3                | 0                | ―                     | ―                     | 18    | 0     |
| União de Leiria Portugal        | Total club    | Total club    | 22    | 0     | 3                | 0                | 0                     | 0                     | 25    | 0     |
| Boavista F. C. Portugal         | 1.ª           | 2024-25       | 8     | 1     | ―                | ―                | ―                     | ―                     | 8     | 1     |
| Boavista F. C. Portugal         | Total club    | Total club    | 8     | 1     | 0                | 0                | 0                     | 0                     | 8     | 1     |
| F. C. Shinnik Yaroslavl · Rusia | 2.ª           | 2025-26       | 0     | 0     | 0                | 0                | ―                     | ―                     | 0     | 0     |
| F. C. Shinnik Yaroslavl · Rusia | Total club    | Total club    | 0     | 0     | 0                | 0                | 0                     | 0                     | 0     | 0     |
| Total carrera                   | Total carrera | Total carrera | 133   | 8     | 7                | 0                | 1                     | 0                     | 141   | 8     |
| 1. 2.                           |               |               |       |       |                  |                  |                       |                       |       |       |

## Palmarés

### Títulos nacionales
| Título        | Club                  | País  | Año  |
| ------------- | --------------------- | ----- | ---- |
| Copa de Rusia | F. C. Lokomotiv Moscú | Rusia | 2021 |